# Titanatemnus similis
Titanatemnus similis är en spindeldjursart som beskrevs av Beier 1932. Titanatemnus similis ingår i släktet Titanatemnus och familjen Atemnidae. Inga underarter finns listade i Catalogue of Life.